# Хијакинт
Хијакинт /ˈhaɪəsɪnθ/ или зумбул (старогрчки : Ὑάκινθος, Huákinthos) је обожени јунак и Аполонов љубавник и миљеник у грчкој митологији. Његов култ у Амикли југозападно од Спарте потиче из микенске ере. Јунак је митски везан за локалне култове и идентификован је уз Аполона. У класичном периоду, теменос (светиште) је израсло око нечега што је наводно била његова гробна хумка, која се налазила у подножју статуе Аполона. 
Хијакинтово потомство долази од шаролике групе родитеља, што је служило да повеже локалне ликове. Он је син Клија и Пиера,  или краља Ебала од Спарте,  или краља Амикла од Спарте,  родоначелника Амиклејског народа, становника Спарте. Као најмлађи и најлепши син Амикла и Диомеде, ћерке Лапитове, Хијакинт је био брат Кинорта,  Аргала,  Полибеје,  Лаодамије  (или Леанире  ), Харпала , Хегесандре,  и у другим верзијама - Дафне . 

## Mитологија
У грчкој митологији, Хијакинт је био спартански принц изузетне лепоте и љубитељ и љубавник бога сунца Аполона.  Такође су му се дивили Зефир, бог западног ветра, Бореја, бог северног ветра, и смртник звани Тамирис. Од свих њих, Хијакинт је одабрао Аполона. Заједно са Аполоном, посетио је све његове свете земље у бојним колима (кочијама) које су вукли лабудови. Аполон је био толико јако заљубљен у Хијакинта да је напустио своје светилиште у Делфима да би уживао у његовом друштву поред реке Евроте. Учио је Хијакинта како да употреби лук, лире, као и вештини пророчанства, али и вежбама у теретани. 
Једног дана одлучили су да се пријатељски такмиче, тако што су се смењивали у бацању диска, што је резултирало трагичном несрећом где је Аполон случајно убио Хијакинта.   У Овидијевој причи, Аполон је први бацио диск са толиком снагом да је раздвојио облаке на небу. У жељи да врати диск, Хијакинт је потрчао да га ухвати. Али како је диск пао на земљу, одскочио је, ударивши Хијакинтову главу и смртно га ранио.  Друга верзија мита сматра да је Зефир одговоран за Хијакинтову смрт. Љубоморан што је Хијакинт више волео блиставог Аполона уместо њега, Зефир је бурно одувао Аполонов диск са своје трајекторије како би убио Хијакинта.   
Аполоново лице је пребледело док је у наручју држао свог љубавника на самрти.  У песми Биона из Смирне, Аполон је користио разне врсте биља и чак је покушао да да амброзију да залечи Хијакинтову рану, али то је било узалудно, јер није могао да излечи рану која судбоносно дело Мојре.  Аполон је плакао због Хијакинтове смрти и изразио жељу да постане смртник да би се придружио спартанском дечаку у његовој смрти. Будући да је то због своје бесмртности неоствариво, Аполон је обећао да ће се кроз његове песме и музику своје лире увек подсећати на Хијакинта. Од проливене крви Хијакинта створио је цвет, зумбул, и на његовим латицама исписао речи јадиковке „АИ АИ“ – „авај“. Међутим, на основу свог древног описа, цвет у који се претворио зумбул није савремена биљка која носи то име. 
Библиотека каже да је Тамирис, који је гајио романтична осећања према Хијакинту, био први мушкарац који је волео другог мушкарца. 

### Апотеоза и Хијакинтија
Хијакинта је на крају васкрсао Аполон и постао бесмртан.  Паусанија је забележио да је Аполонов престо у Спарти имао приказ брадатог Хијакинта кога су Афродита, Атена и Артемида однеле на небо заједно са Полибејом. 
Хијакинт је био заштитник једног од главних спартанских празника, Хијакинтије, који се славио у спартанском месецу Хијакинтија (почетком лета). Фестивал је трајао три дана, један дан жалости због Хијакинтове смрти, а последња два су славили његово поновно рођење, иако је подела почасти предмет научних контроверзи.  Првог дана људи су оплакивали његову смрт тако што су јели што је могуће мање и уздржавали се од певања песама, за разлику од свих других празника Аполона. Другог дана хорови дечака и младића су певали неке од својих народних песама и играли. Што се тиче девојака, неке су биле ношене у украшеним плетеним бојним колима, а друге су парадирале у кочијама које су вукла два коња, у којима су се тркале. Грађани су забављали своје пријатеље, па чак и сопствене слуге.  Лаконске жене су сваке године ткале хитон (костим) за Аполона и поклањале му га, што је традиција слична пеплосу који се нуди Атини у Атини поводом Панатинајских игара.  Мање се зна о трећем дану, што указује да су се вероватно одржавале мистерије. Описан је као "весели поноћни фестивал". 
Овај празник је био толико важан да су се Амиклејци, чак и када су били на бојном пољу против непријатеља, увек враћали кући када се приближило доба Хијакинтије,   а Лакедемоњани су једном приликом склопили примирје од четрдесет дана са градом Еиром само да би могли да се врате кући и прослављају национални празник.  После уговора са Спартом, 421. пре Христа, Атињани су, да покажу своју добру вољу према Спарти, сваке године обећавали да ће присуствовати прослави Хијакинтије. 

## Култови и атрибути
Хијакинт је имао светилиште у Амиклеји, које је дошао да подели са Аполоном. Разни научници се слажу да је Хијакинт био прехеленски бог природе, а одређени аспекти његовог сопственог култа сугеришу да је он био хтонско вегетацијско божанство чији су култови спојени са Аполоновим. Нилсон каже да је Хијакинтус (Hyacinthus) критска реч, а на њено предхеленско порекло указује суфикс -нт (-nth).  Хијакинт персонификује пролећну пролећну вегетацију коју убија летња жега.  Хијакинтова апотеоза указује на то да је он, након стицања божанства, представљао природни циклус пропадања и обнављања. 
Чињеница да Полибије приписује Хијакинтову гробницу у Таренту Аполону Хијакинту (не Хијакинту) навела је неке на помисао да су личности једна, а да је јунак само еманација бога; потврда се тражи у Аполиновом апелативу τετραχειρ, за који Исихије (Hesychius) тврди да се користио у Лаконији, а претпоставља се да описује сложену фигуру Аполона-Хијакинта. Против ове теорије је суштинска разлика између ове две фигуре. Хијакинт је хтонски бог вегетације чији су обожаваоци ојађени и тужни; иако је заинтересован за вегетацију, Аполонова смрт се не слави ни у једном ритуалу, његово обожавање је радосно и тријумфално, и коначно, Аполон из Амикла је посебно бог рата и песме. Штавише, Паусанија описује да се споменик у Амикли састоји од грубе фигуре Аполона који стоји на постољу у облику олтара који је формирао Хијакинтову гробницу. На постоље су стављани приноси за хероја пре него што су поклони дати богу.   
Хијакинту је Аполон поклонио лабудову кочију, у којој се појављује у древним уметнинама како је вози, било да би срео Аполона или да би побегао од нападног Зефира и његовог флертовања.  Веровало се да су лабудови птице Хипербореје, мистичне земље вечног пролећа и бесмртности, у коју је сам Аполон путовао сваке зиме на кочијама које су вукли лабудови.   Ова повезаност Хијакинта са лабудовима ставља га у блиску везу са хиперборејским Аполоном и пролећем. Претпоставља се да би Хијакинт провео зимске месеце у подземном свету, или што је прикладније у Хипербореји, и да би се вратио на земљу у пролеће када цвет зумбула процвета. 
Према класичним тумачењима, његов мит је метафора смрти и поновног рађања природе. Фестивал Хијакинтија је укључивао иницијаторске обреде, односно иницијацију младих у одрасло доба.

### Атрибути
За цвет зумбула који је израстао из Хијакинтове крви је имао тамноплаву или љубичасту нијансу и знак који подсећа на натпис "АИ" на његовим латицама, симбол туге.  Међутим, овај цвет је идентификован са другом биљком, ларкспуром, или ирисом, или можда гладиолусом италицус, а не са оним што данас називамо зумбулом.  Други богови вегетације који су умрли у цвету своје младости и који су били вегетативно трансформисани су Нарцис, Кипарис, Мекон и Адонис.
Стари Грци су са Аполоном повезивали драгоцени драгуљ тамноплаве или љубичасте боје зван јацинт. Назван је тако јер је својом бојом подсећао на цветове зумбула. Аполон је сматрао овај драгуљ светим због своје митолошке везе. Људи који су посетили Аполоново светилиште, као и његови свештеници и првосвештеница Питија, морали су да носе овај драгуљ. 
Израз "хијакинтска коса" односи се на коврџаву косу Хијакинта која подсећа на увијене латице цветова зумбула. Често се користи поетски. Термин би такође могао да описује боју косе; било тамно или тамнољубичасто. У Хомеровој Одисеји, Атина даје Одисеју хијакинтску косу да би изгледао лепше. Едгар Алан По у песми „ Хелен “ користи исти термин да улепша Хеленину косу.  
 